# باب‌البحرین
باب بحرین (در عربی: باَب اَلبَحرین ) به ( فارسی: دروازهٔ بحرین )،
نام ساختمانی است تاریخی در استان عاصمه، واقع در کشور پادشاهی بحرین، و یکی از نقاط دیدنی بحرین به‌شمار می‌آید.
این ساختمان در نقطهٔ ورودی شهر منامه (به عربی: المنامة) مرکز این استان و همچنین پایتخت کشور بحرین واقع می‌باشد.
ساختمان مذکور در سال ۱۹۴۵ میلادی توسط چارلز بلجراف، معمار بریتانیایی بنا شده‌است. این ساختمان دو طبقه در این مدت طولانی دارای کاربردهای زیادی بوده‌است.

## کاربردهای باب‌البحرین
- در سال ۱۹۴۶ مقر اصلی پلیس منامه.
- در سال ۱۹۵۷ مقر قائم مقام شهر.
- در سال ۱۹۶۸ مقر ادارت گذرنامه.
- در سال ۱۹۸۷ مقر اصلی مدیرت گردشگری کشور.

## مرمت وبازسازی
«باب اَلبَحرین» در سال ۱۹۸۶ میلادی توسط دولت مرمت شده‌است، وهم اکنون مقر أصلی مدیریت سازمان گردشگری کشور پادشاهی بحرین است.